# Franse presidentsverkiezingen 1899

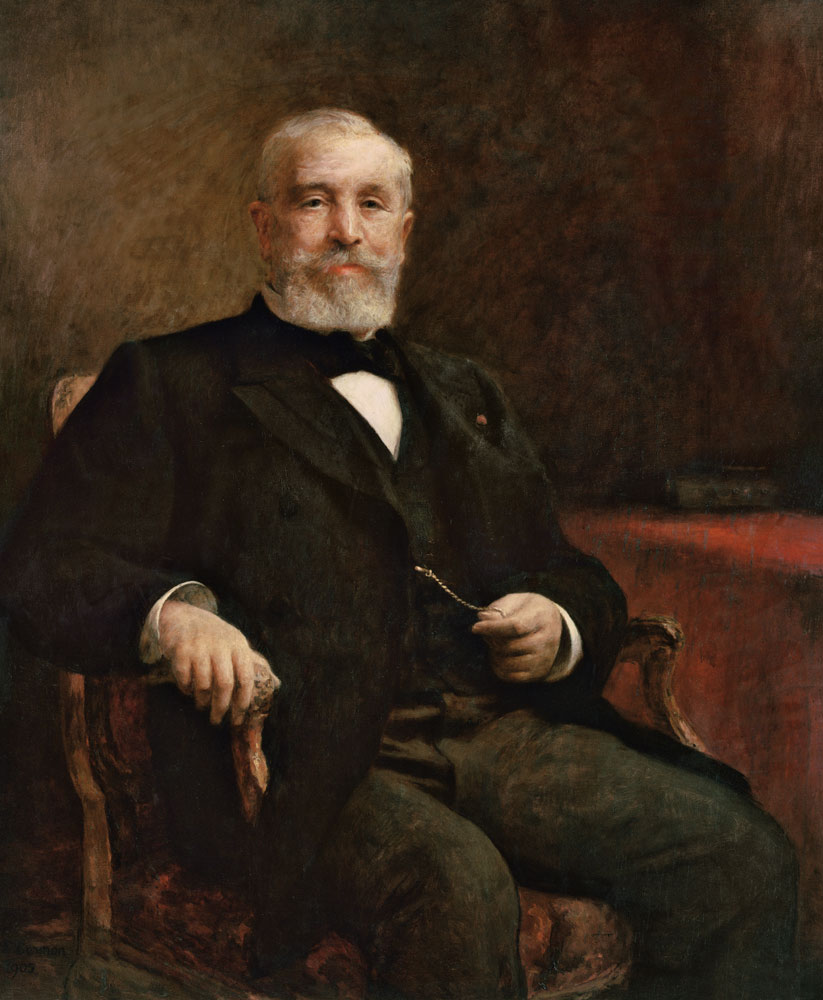
Émile Loubet

Op 28 februari 1899 werden er in Frankrijk presidentsverkiezingen gehouden. Het kiescollege bestond uit de leden van de Senaat en de Kamer van Afgevaardigden.
De verkiezingen werden gewonnen door Émile Loubet.
| Kandidaten       | politieke richting | ronde 1      |
| ---------------- | ------------------ | ------------ |
| Émile Loubet     | links              | 58,62% (483) |
| Jules Méline     | rechts             | 33,86% (274) |
| Eugène Cavaignac | centrum            | 2,79% (23)   |
| Anderen          | -                  | 3,28%        |